# 奈迈什科尔陶
奈迈什科尔陶，是匈牙利沃什州所辖的一个村，总面积7.34平方公里，总人口375，人口密度51.1人/平方公里（2010年1月1日）。